# Brongniartia canescens
Brongniartia canescens är en ärtväxtart som först beskrevs av Sereno Watson, och fick sitt nu gällande namn av Per Axel Rydberg. Brongniartia canescens ingår i släktet Brongniartia och familjen ärtväxter. Inga underarter finns listade i Catalogue of Life.